# Possendorf (Bannewitz)
Possendorf ist der Verwaltungssitz der sächsischen Gemeinde Bannewitz im Landkreis Sächsische Schweiz-Osterzgebirge.

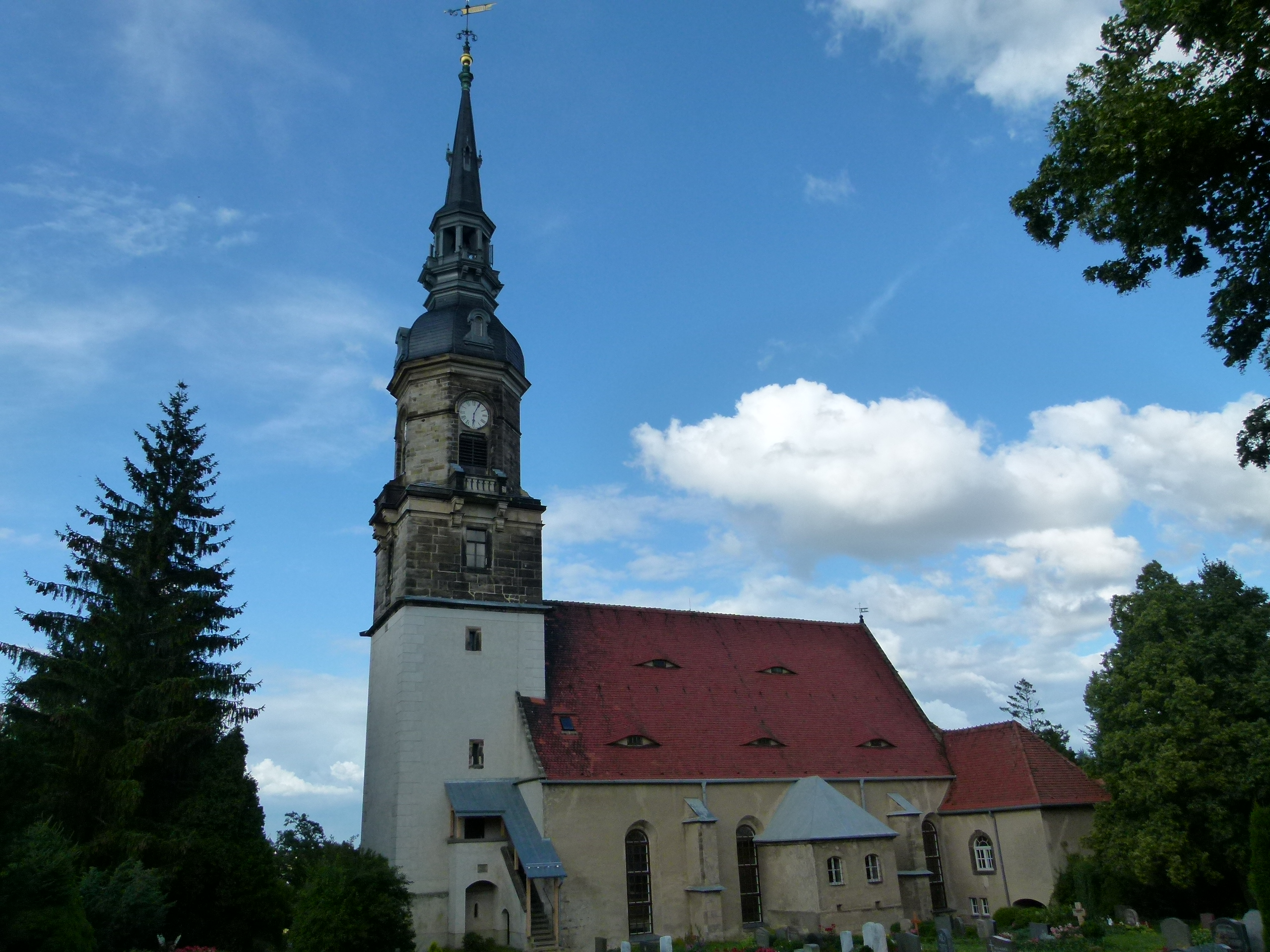
Kirche Possendorf

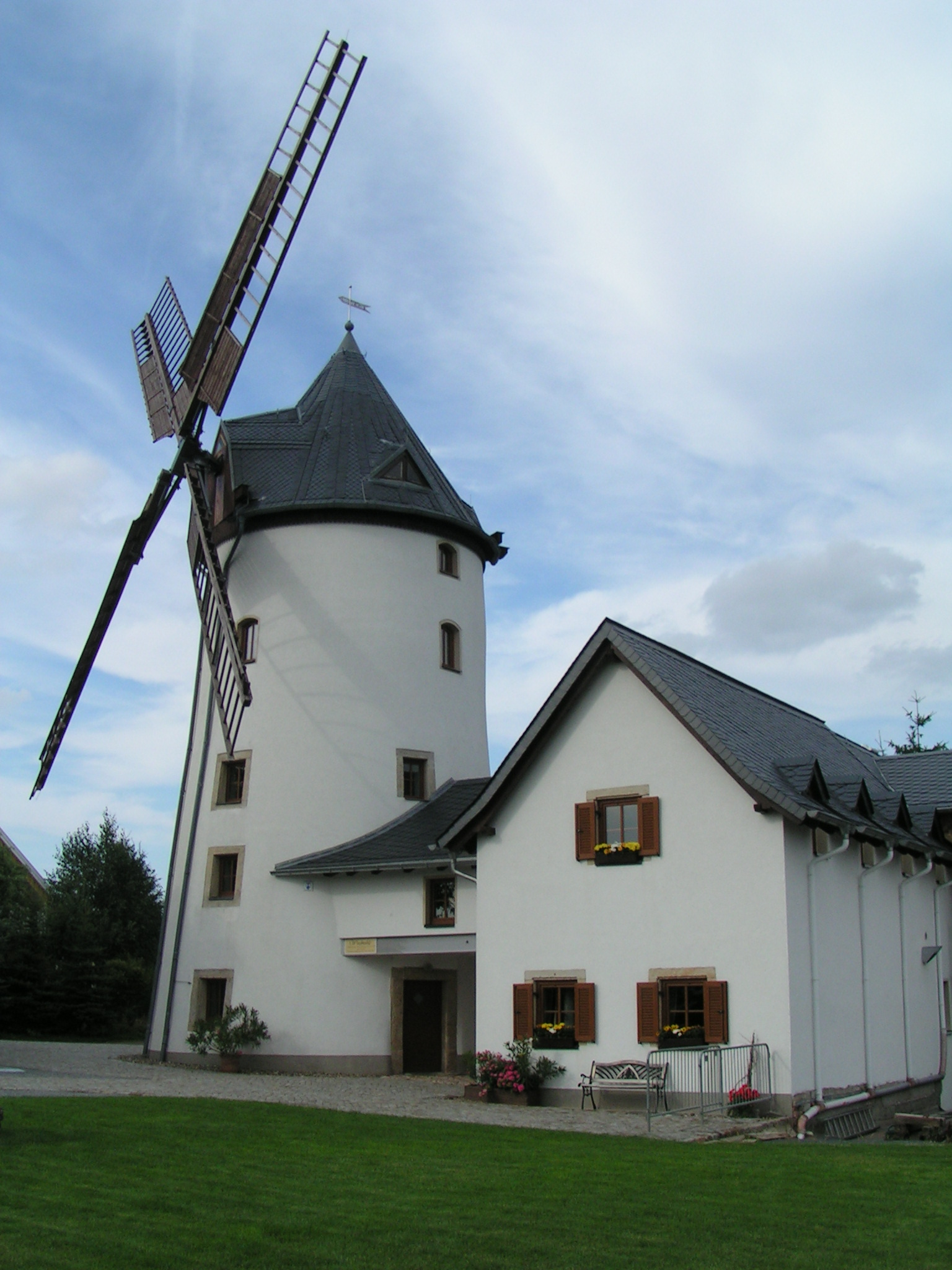
Windmühle Possendorf

## Geografie
Der Ort liegt südlich des Hauptortes. Im Ort treffen sich die Staatsstraße 36 und die Bundesstraße 170.

## Geschichte

### Allgemein
Die sorbische Ortsgründung wird erstmals urkundlich im Jahr 1286 als Bosetendorf erwähnt. Das Straßendorf und der Bezirk des Rittergutes entwickelten sich zu einem großen Siedlungsgebiet.
Nach 1850 kam der Steinkohlebergbau nach Possendorf und der Ort wurde zu einer Arbeiterwohnsitzgemeinde.
Das Rittergut Possendorf, das seit dem 15. Jahrhundert erwähnt wird, gehört zur Herrschaft Rabenau. Es  befand sich gegenüber der Kirche auf dem heutigen Parkplatz zur Festwiese, zu welchem eine Gutsfläche von 119,9 ha gehörte. 1945 wurde es enteignet und auf Befehl der SMAD abgetragen. 1569 gehört es zum Amt Dippoldiswalde, 1716 wird der Besitzer Carl Gottlob von Leubnitz, 1784 Christian Liebfried Richter erwähnt, welchen beiden auch das Freigut auf Obernaundorf gehörte. 1859 wird der Besitzer Hellmut Otto, 1868 Wilhelm Fehrmann und 1925 Werner Biermann genannt. Im Jahr 1691 ließ der Rittergutbesitzer von Possendorf und Kleincarsdorf die Windmühle von Possendorf errichten. Zum Rittergut gehörte das Schloss mit Schlossgarten und mehreren Nebengebäuden.
Der Bahnhof wurde 1908 errichtet, nachdem die Windbergbahn ihre Strecke vom ehemaligen Endbahnhof in Hänichen bis Possendorf auf einer Gesamtlänge von 1,1 Kilometern erweitern ließ. Am 9. November 1957 fuhr der letzte Zug auf der Eisenbahnstrecke nach Dresden zurück. Heute kann der Streckenlauf bewandert werden.
Die Kirche findet ihre erste Erwähnung im Jahr 1198. Der Kirchturm ist mit einer Höhe von 57 Metern der größte im ehemaligen Weißeritzkreis. Er wurde von 1584 bis 1838 errichtet. Die Uhr aus dem Jahr 1884 stammt aus Glashütte.
Das Kircheninnere ist geschmückt mit Kreuzgewölben, der Orgel von 1881, den Logen und den farbigen Fenstern von 1896.
2010/11 wurde die Kirche grundlegend im Innenraum saniert. Dabei erhielt der Altarraum wieder ein drittes Fenster, das von dem Maler Christoph Wetzel gestaltet wurde.
Seit dem 1. Januar 1999 ist Possendorf der Verwaltungssitz von Bannewitz, als sich die damals selbstständigen Gemeinden zusammenschlossen.

### Einwohnerentwicklung
| Jahr | Einwohnerzahl | Religion   | Religion    |
|      |               | katholisch | evangelisch |
| ---- | ------------- | ---------- | ----------- |
| 1551 | 166           |            |             |
| 1764 | 312           |            |             |
| 1800 | 400           |            |             |
| 1830 | 575           |            |             |
| 1834 | 673           | 2          |             |
| 1860 | 1080          |            |             |
| 1871 | 1180          |            |             |
| 1890 | 1360          |            |             |
| 1900 | 1390          |            |             |
| 1910 | 1372          |            |             |
| 1925 | 1363          | 44         | 1271        |
| 1933 | 1400          |            |             |
| 1939 | 2404          |            |             |
| 1946 | 2917          |            |             |
| 1950 | 2758          |            |             |
| 1964 | 2286          |            |             |
| 1970 | 2286          |            |             |
| 1981 | 2146          |            |             |
| 1990 | 1902          |            |             |
| 2011 | 1559          |            |             |
| 2012 | 1508          |            |             |

## Gedenkstätten

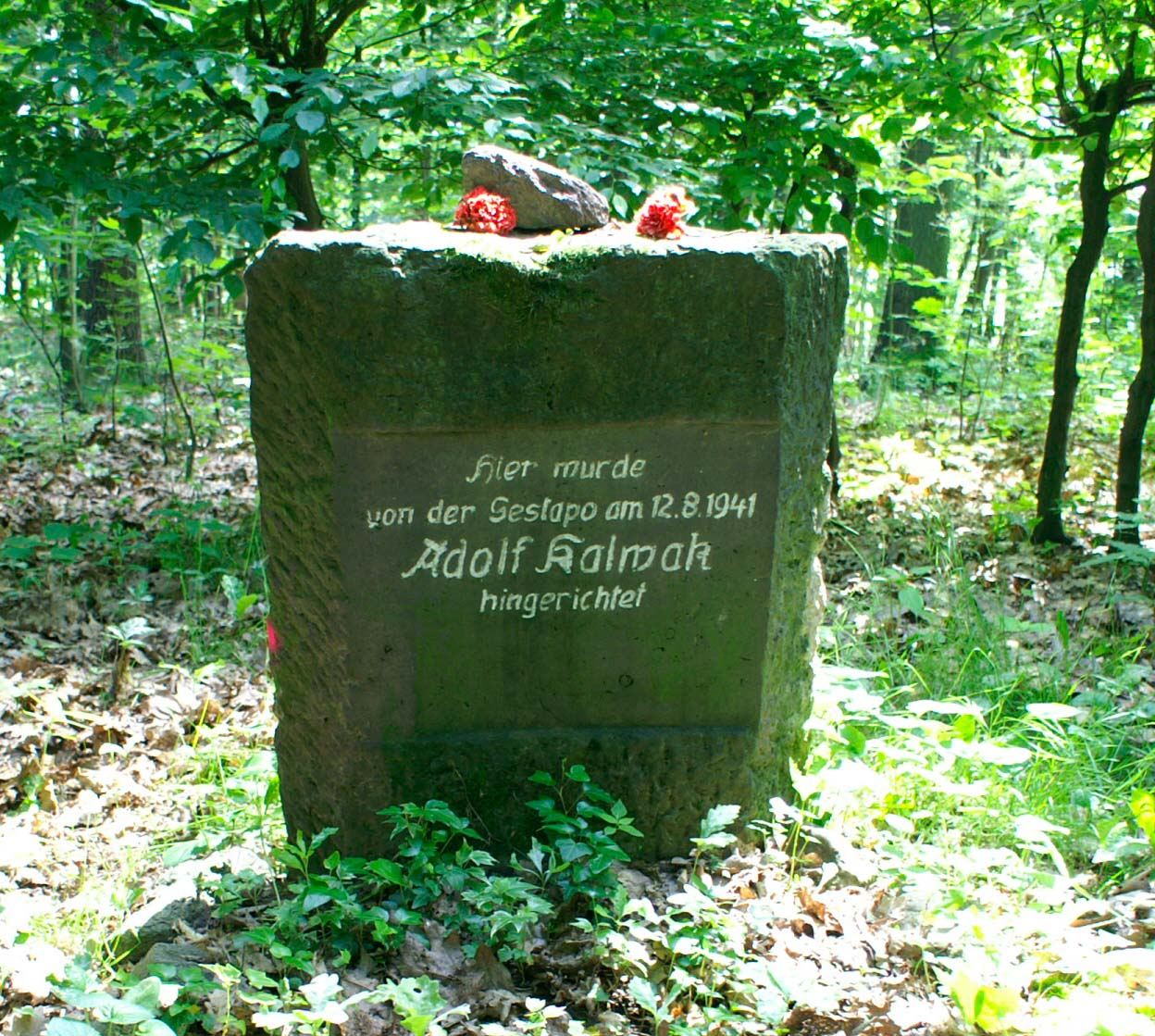
Gedenkstein für Adolf Kalwac

Ein Gedenkstein am Marktsteig im Poisenwald erinnert an die öffentliche Hinrichtung des polnischen Zwangsarbeiters Adolf Kalwac am 12. August 1941 durch die Gestapo. Kalwac, der auf dem Hof des im Kriegseinsatz befindlichen Bauern Rudolf Berger arbeitete, wurde durch Denunziation eine intime Beziehung zu Bergers Ehefrau Ella vorgeworfen. Nach Verhören durch die Gestapo wurde Ella Berger ins KZ Ravensbrück gebracht, aus dem sie nach Kriegsende nicht zurückkehrte.

## Sehenswürdigkeiten
- die Kirche Possendorf mit dem hohen barocken Turm
- die 1691 erbaute Holländer-Windmühle
- der 1908 erbaute Endbahnhof von der ehemaligen Windbergbahn
- der ehemalige Schlossgarten vom Rittergut

## Sonstiges
- Im Ort gibt es eine Grundschule mit Schulhort und Bibliothek sowie zwei Kindertagesstätten.
- Ortsvorsteher ist Egbert Pötzschke (Stand September 2024).[7]